# Mustapha Faris
Mustapha Faris (Casablanca, 17 de diciembre de 1933-Rabat, 31 de enero de 2023) fue un estadista, banquero y escritor marroquí.

## Biografía
Fue Ministro de Planificación y Desarrollo en el gobierno de Benhima, Ministro de Finanzas en el gobierno de Lamrani II, Ministro de Agricultura y Reforma Agraria y Ministro de Asuntos Exteriores en funciones en el gobierno de Osman II. Fue herido de bala durante el golpe de Estado de los aviadores.
Diplomado por la École nationale des ponts et chaussées (1959, "promoción Boulloche"), fue nombrado Presidente y director general de la Banque marocaine pour le commerce et l'industrie (BMCI) en 1994, tras 15 años como Presidente de la Banque nationale pour le développement économique (BNDE).
También ha ocupado varios cargos en importantes instituciones financieras como Bank Al Maghrib, BMCE, CIH y SNI.
En 2018 publicó el libro Regards croisés sur l'amitié: La coopération technique franco-marocaine (L'Harmattan), en colaboración con Jacques Bourdillon.

## Otras asignaciones
Vicepresidente de la Union des banques maghrébines.
Vicepresidente del Consejo Mundial de la Alimentación.
Vicepresidente de la Comisión Internacional de Grandes Presas.
Vicepresidente del Banco Árabe Internacional de Inversiones, París.
Miembro del Consejo Asesor Empresarial de la Corporación Financiera Internacional.
Consejero de la Orden Soberana de Malta, de 2012 a 2019.
Presidente del Comité de Honor y Apoyo de la Orquesta Filarmónica de Marruecos.
Presidente de Honor de Ciments du Maroc.
Presidente de Honor de BMCI Groupe BNP Paribas.
Consejero de BMCI Groupe BNP Paribas, Les Eaux Minérales d'Oulmès (LEMO), Ciments du Maroc, Auto Nejma.

## Premios
Mustapha Faris es portador del alaouite de Ouissam. También es Comendador de la Orden Nacional de la Legión de Honor, Gran Cruz de la Orden Española del Mérito Civil y portador de la Orden Nacional Rumana del Mérito.